# Катерина Константинович
Катерина Констянтинович (серб. Катарина Константиновић; 1848—1910) — дочка принцеси Анки Обренович , одна з нащадків династії Обреновичів.

## Сім'я
Народилася в 1848 році, дочка Олександра Константинович і принцеси Анки Обренович Константинович, племінниця Мілоша Обреновича, князя Сербії і засновника династії Обреновичів. У неї був один брат, полковник Олександр Константинович (помер у 1914) і незаконнонароджена зведена сестра Сімеона (померла 1915).

## Князь Михайло. Замах
Через деякий час після смерті батька Катерина Константинович і її мати Анка Обренович Константинович були запрошені двоюрідним братом Катерини, князем Михайлом Обреновичем III, жити при королівському дворі. З вересня 1860 році Михайло знов зайняв сербський престол, будучи в шлюбі з угорською графинею Юлією Хуньяді, що не могла мати дітей. Катерина і князь Михайло стали коханцями. Михайло хотів розлучитися і одружитися з Катериною. Оточення не підтримувало його намірів. Особливо були проти представники духовенства. 
10 червня 1868 року Михайло з Катериною та її матір'ю проїжджали на кареті через парк Кошутняк поблизу його резиденції на окраїні Белграда, на князя було вчинено замах. Коста та Павло Радовановичі в строгих чорних костюмах та зарядженими рушницями підійшли до карети, князь впізнав Косту перед смертю. Князь та мати Катерини померли на місці, Катерина була тяжко поранена.

## Подальше життя
У тому ж 1868 році 20-річна Катерина стала дружиною на 24-роки старшого Мілівоє Блазнавеця, військового міністра Сербії і зіграв важливу роль у  для двоюрідного брата Катерини Константинович — Мілана. Згодом Блазнавець виступав регентом Мілана, адже на той час йому було 14 років. Катерина народила сина Воїслава і дочку Міліцу. Чоловік помер у квітні 1873 року, і Константинович стала дружиною іншого свого двоюрідного брата — Михайла Богіневича (1843—1899). Вони виїхали з Сербії та шукали притулку в Австро-Угорській імперії; пізніше повернулися в Белград. 
Константинович закохалася в друга свого сина Воїслава, на 18 років молодшого за неї. Згодом пошлюбила свого молодого коханця і отримала фінансову підтримку від сина, а також своєї багатої сестри Симеони, яка за династичним шлюбом була фрейліною королеви Румунії Єлизавети.
Катерина Константинович померла в 1910 році в місті Ниш в на півдні Сербії.